# Мубарак Али-хан
Сеид Мубарак Али-хан, более известный как Мубарак уд-Даула (бенг. মুবারক আলী খান; 1759 — 6 сентября 1793) — 11-й наваб Бенгалии, Бихара и Ориссы (24 марта 1770 — 6 сентября 1793). Сын Мир Джафара (ок. 1691—1765), наваба Бенгалии (1757—1760, 1763—1765), и Баббу Бегум Сахибы. Он взошел на престол 24 марта 1770 года после смерти своего сводного брата Ашрафа Али-хана.

## Жизнь

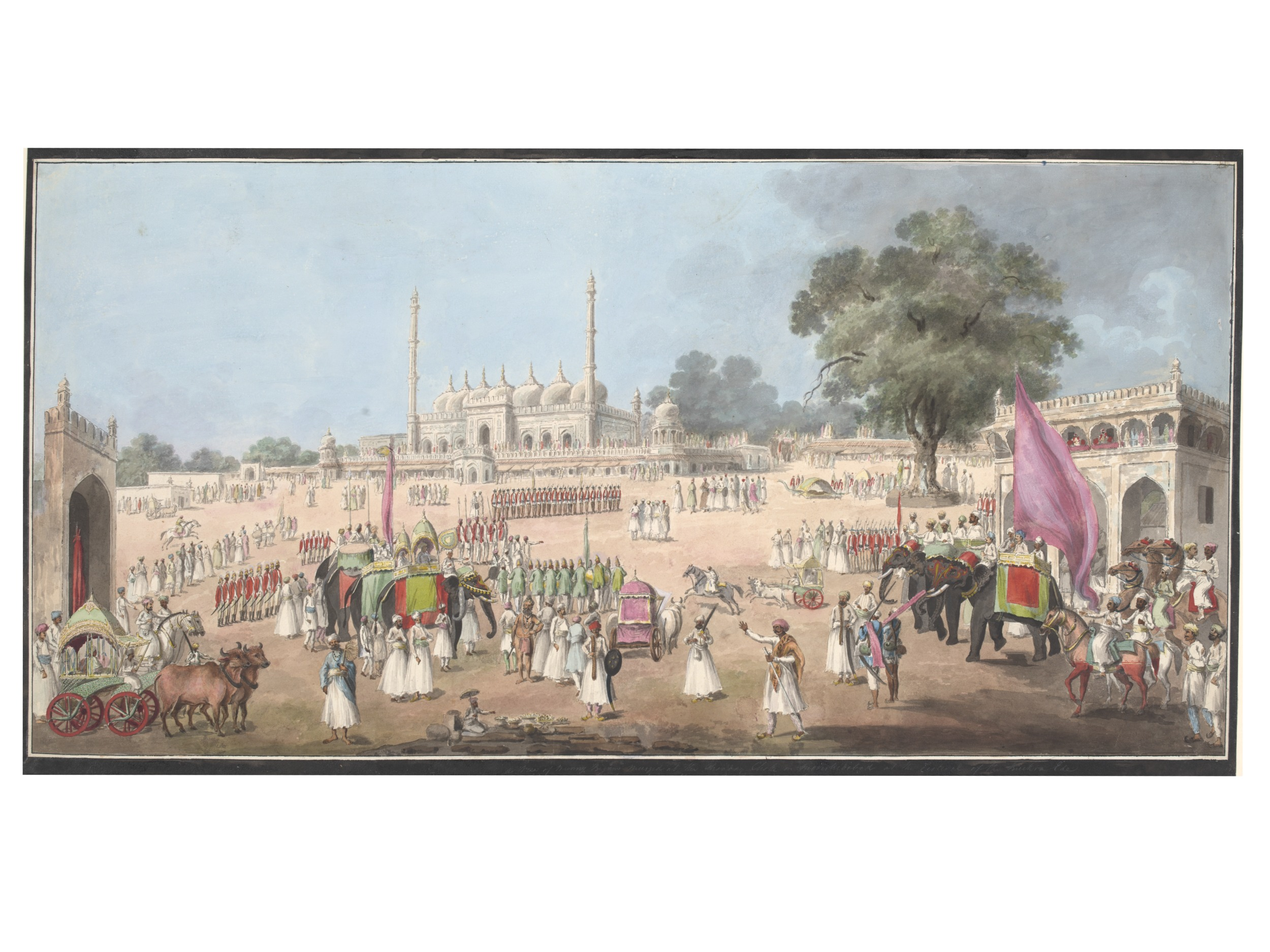
Мубарак уд-Даула, наваб Бенгалии

### Ранние годы
Наваб Назим Мубарак Али-Хан, более известный как Мубарак уд-Даула, был сыном Мир Джафара от его второй жены, Баббу Бегум Сахибы. Он родился в 1759 году в Муршидабаде. Он стал преемником своего сводного брата Ашрафа Али-Хана в возрасте 12 лет, после смерти Ашрафа Али-Хана 24 марта 1770 года. Британский генерал-губернатор Бенгалии Уоррен Гастингс назначил мачеху Мубарака уд-Даула, Манни Бегум (1720—1813), его опекуном, хотя его мать Баббу Бегум была жива.

### Поздние годы

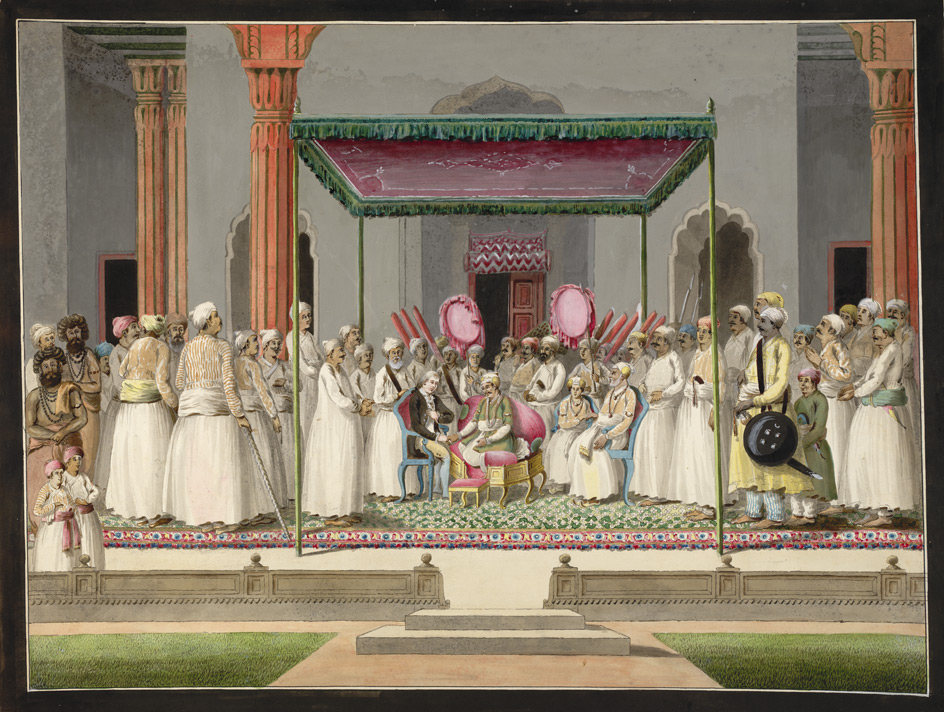
Наваб Бенгалии Мубарак ад-Даула (на троне) со своим сыном Бабаром Али-ханом вместе с британским резидентом сэром Джоном Хэдли

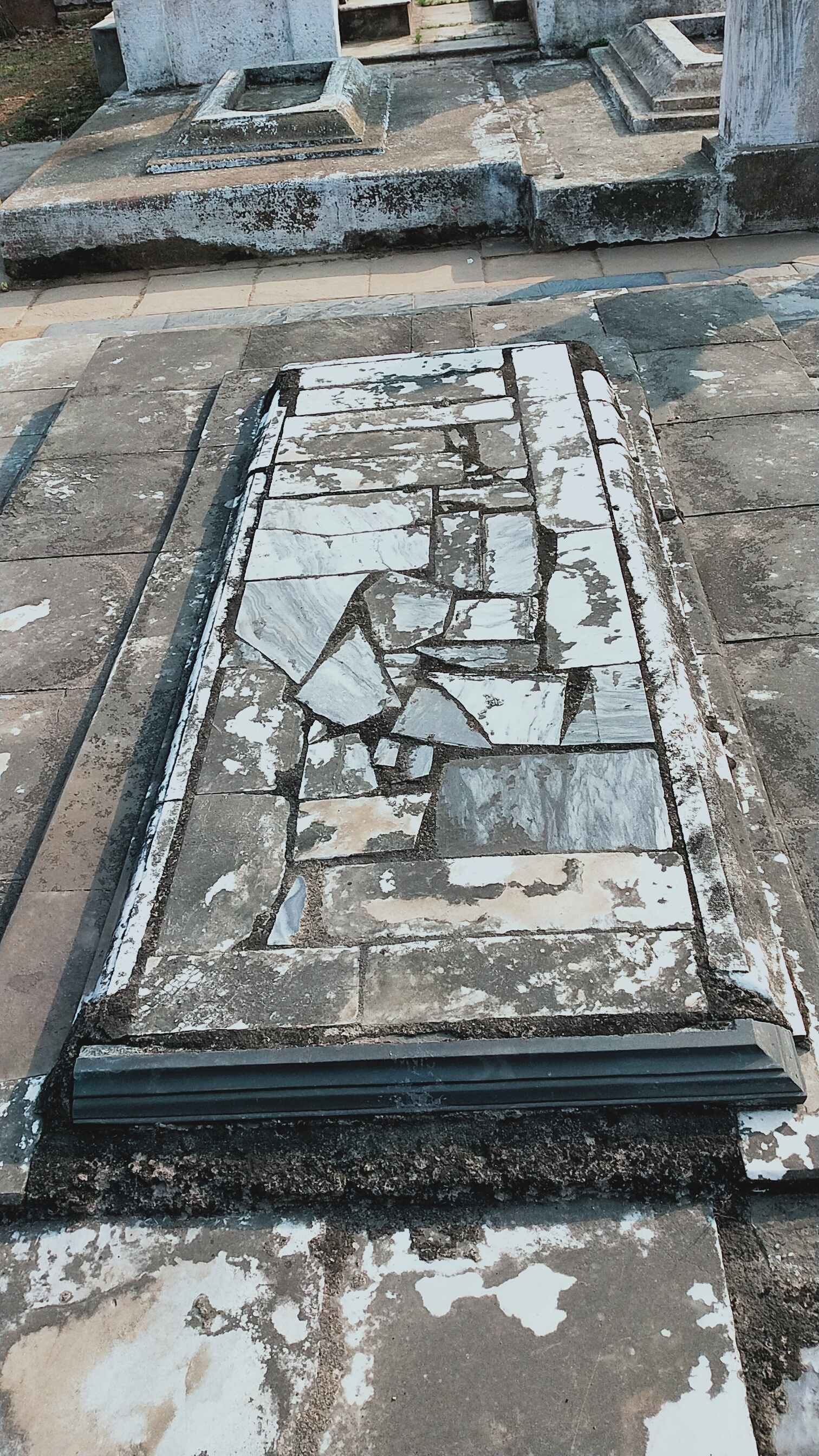
Могли Мубарака Али-хана на кладбище Джафаргандж в Муршидабаде.

В 1790 году супруга могольского императора Шаха Алама II через лорда Корнуоллиса попросила одну из дочерей наваба Бенгалии Мубарака уд-Даулы выйти замуж за её сына. Наваб отклонил это предложение, заявив в письме лорду Корнуоллису, что может выдать своих дочерей замуж только за Сеида, потомка Али, зятя пророка Мухаммеда.
Хотя у наваба тогда было 15 дочерей, и он считал себя вассалом императора Великих Моголов, он по семейным обстоятельствам не допустил женитьбы одной из своих дочерей даже на таком почетном принце, как сын могольского падишаха.

### Смерть и преемственность
Наваб Назим Мубарак уд-Даула скончался 6 сентября 1793 года в возрасте 33-34 лет. Ему наследовал его старший сын, Бабар Али-хан (1772—1810), 12-й наваб Бенгалии (1793—1810).

## Брак

### Главные жены
- Имя неизвестно, дочь Мухаммада Фазла Али-хана Бахадура
- Файз-ун-Ниса Валида Бегум (1756 — 30 декабря 1820), дочь Файзулла-хана
- Джахан Бегум Сахиба
- Амир-ун-Ниса Бегум Сахиба

### Временные жены
- Шараф-ун-ниса Ханум
- Мубарак-ун-Ниса Ханум (Наваб Бай)
- Лютф-ун-Ниса Ханум
- Бунну Ханум
- Бридж-Махал Бахш
- Адда Кунвар (? — 14 апреля 1838)

## Дети

### Сыновья
- Сеид Бабар Али-хан Бахадур (1772 — 28 апреля 1810), наваб Бенгалии (1793—1810), сын Файз-ун-нисы Бегум
- Сеид Абдул Касим-хан Бахадур (? — 30 сентября 1830), сын Шараф-ун-Нисы
- Сеид Хусейн Али-хан Бахадур Мукрам уль-Мульк (? — 31 августа 1810), сын Наваб Бай
- Мир Менди (? — февраль 1826), сын Лютф-ун-Нисы Ханум
- Сеид Тамиз Абидин Али-хан Бахадур Наджам уль-Мульк (? — 9 сентября 1840)
- Сеид Мир Мухаммад Али-хан Бахадур (? — до 20 июня 1827), сын Мубарак-ун-Ниса Ханум
- Сеид Зейнал Абидин Али-хан Бахадур (? — февраль 1826), сын Шараф-ун-Ниса
- Сеид Абдул Хусейн али-хан Бахадур, сын Лютф-ун-Ниса Ханум
- Сеид Зульфикар Али-хан Бахадур (? — 12 ноября 1840), сын Наваб Бай
- Сеид Насир-уд-Дин Хайдар-хан Бахадур (? — 23 мая 1821)
- Сеид Али Реза-хан Бахадур (? — июнь 1813)
- Сеид Ахмед Али-хан Бахадур (? — июнь 1816)

### Дочери
- Зинат-ун-Ниса Бегум Сахиба, дочь Шараф-ун-Ниса ханум
- Хайат-ун-Ниса Бегум Сахиба (Рабия Бегум)
- Мубарак-ун-Ниса Бегум Сахиба (? — до 5 мая 1827), дочь Файз-ун-Ниса Валида Бегум
- Бадр-ун-Ниса Бегум Сахиба (? — 13 сентября 1856), дочь Файз-ун-Ниса Валида Бегум
- Лютф-ун-Ниса Бегум Сахиба (? — 18 августа 1846), дочь Файз-ун-Ниса Валида Бегум
- Саид-ун-Ниса Бегум Сахиба
- Дудур-ун-Ниса Бегум Сахиба
- Афзал-ун-Ниса Бегум Сахиба, дочь Файз-ун-Ниса Ханум
- Фахр-ун-Ниса Бегум Сахиба
- Рахим-ун-Ниса Бегум Сахиба (? — 17 декабря 1844), дочь Лютф-ун-Ниса Ханум
- Джигри-Бегум Сахиба (? — 13 января 1859), дочь Мубарак-ун-Ниса ханум
- Салех-ун-Ниса Бегум Сахиба (Моти Бегум), дочь Файз-ун-Нисы Валида Бегум. Муж — Амин уль-Мульк, Сарфараз уд-Даула, Сеид Дауд Али-хан Бахадур, сын Мумтаз уд-Даула, Сеида Абдул Касим Хан Бахадур и Моти Бегум
- Нур-ун-Ниса Бегум Сахиба (? — 25 июня 1846)
- Умдат-ун-Ниса Бегум Сахиба (? — 10 ноября 1842), дочь Бридж-Махал Бахш. Муж — Сеид Талиб Хусейн Хан Бахадур, сын Мумтаз-уд-Даулы Сеида Абдула Касим-хана Бахадур из Радж-Махала (Королевский дворец).
- Вахид-ун-Ниса Бегум Сахиба.